# Langon (Ille-et-Vilaine)
Langon is een gemeente in het Franse departement Ille-et-Vilaine (regio Bretagne). De plaats maakt deel uit van het arrondissement Redon. Langon telde op 1 januari 2022 1.393 inwoners.
Er is een spoorweghalte: station Fougeray - Langon.

## Geschiedenis
De plaats bestond al aan het einde van de 8e eeuw. Tot de Franse Revolutie was Langon een bezit van de abdij van Redon. Langon was tijdens het ancien régime een belangrijk landbouwdorp. In de 19e eeuw werden het treinstation (1864) en bruggen over de Vilaine gebouwd.

## Geografie
De oppervlakte van Langon bedroeg op 1 januari 2022 36,54 vierkante kilometer; de bevolkingsdichtheid was toen 38,1 inwoners per km².
De Vilaine vormt de oostelijke grens van de gemeente.

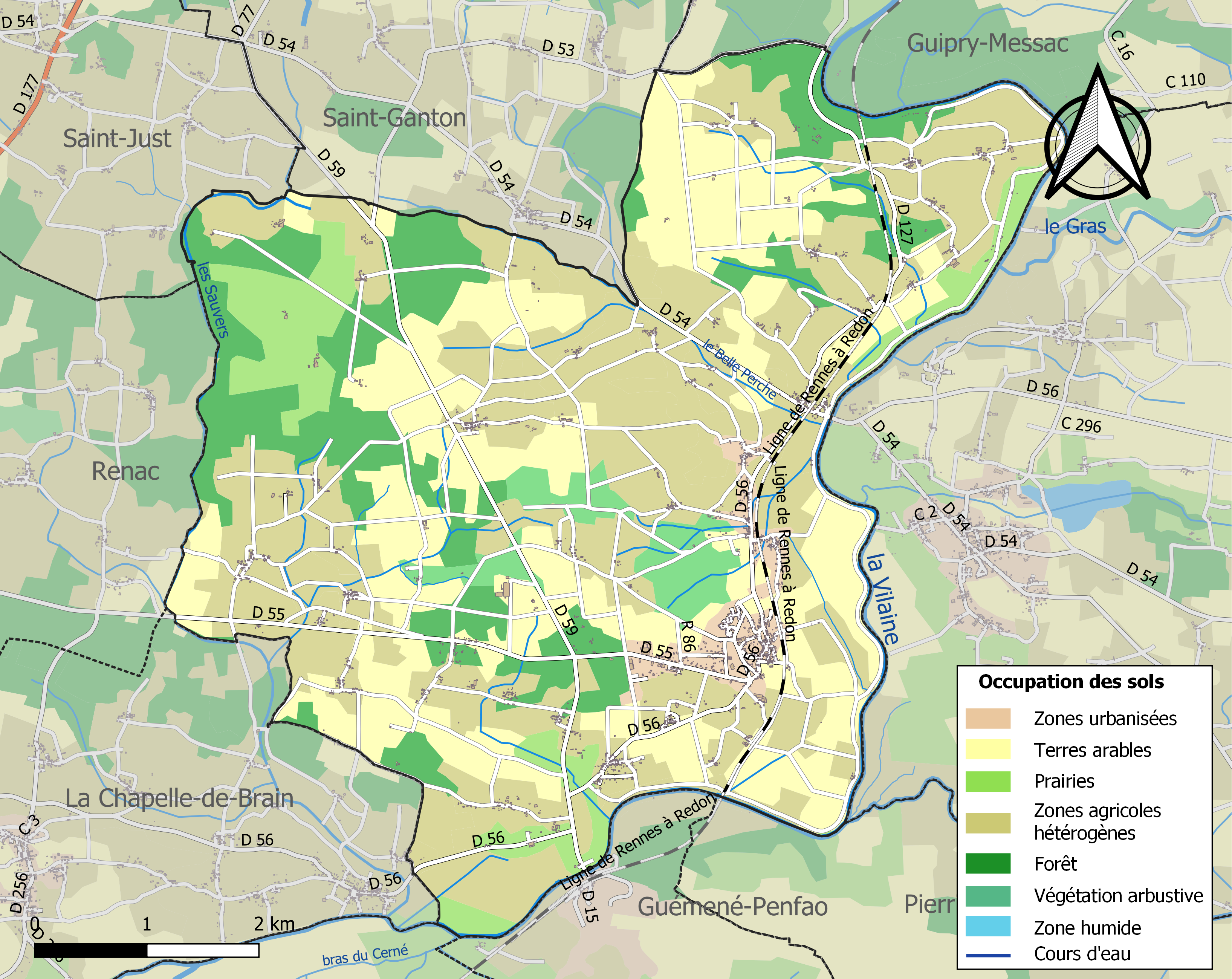
Kaart van de gemeente met belangrijkste infrastructuur, bodemgebruik en omliggende gemeenten

## Demografie
Onderstaande figuur toont het verloop van het inwonertal, bron: INSEE-tellingen. 